# Charles McCurdy (Politiker)

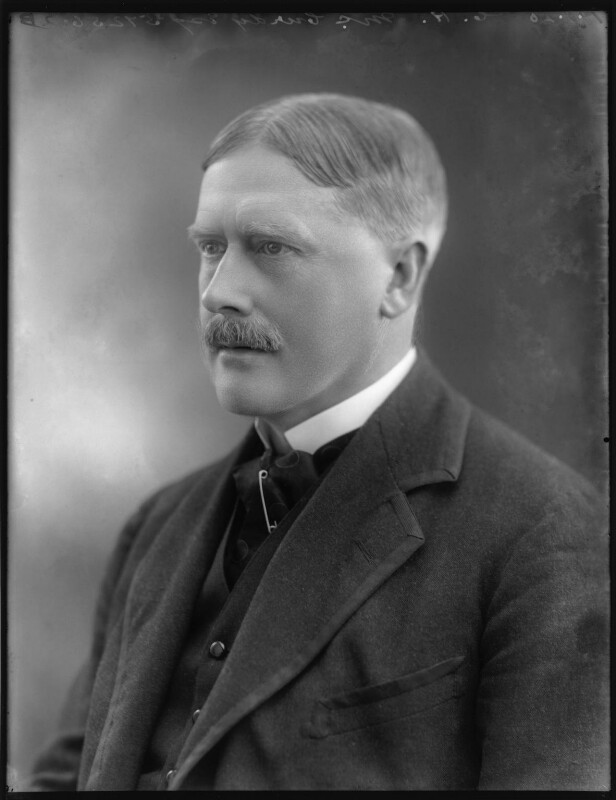
Charles McCurdy (1920)

Charles Albert McCurdy, PC, KC (* 13. März 1870; † 10. November 1941) war ein britischer Politiker der Liberal Party, der zwischen 1910 und 1923 Mitglied des Unterhauses (House of Commons) war und von 1920 bis 1921 als Minister für Nahrungsmittelkontrolle in der Regierung Lloyd George fungierte.

## Leben
Charles Albert McCurdy, Sohn des Geistlichen Reverend Alexander McCurdy, absolvierte nach dem Besuch der Loughborough Grammar School ein Studium der Rechtswissenschaft am Pembroke College der University of Cambridge. Er nahm nach seiner anwaltlichen Zulassung eine Tätigkeit als Rechtsanwalt (Barrister) auf und wurde aufgrund seiner anwaltlichen Verdienste 1919 zum Kronanwalt (King’s Counsel) ernannt. Bei der Unterhauswahl vom 15. Januar bis 10. Februar 1910 wurde er für die Liberal Party im Wahlkreis Northampton erstmals zum Mitglied des Unterhauses (House of Commons) gewählt und gehörte diesem nach seinen Wiederwahlen bei den Unterhauswahlen vom 3. bis 19. Dezember 1910, am 14. Dezember 1918 sowie am 15. November 1922 bis zur Unterhauswahl am 6. Dezember 1923 an.
In der Regierung Lloyd George war McCurdy zwischen dem 27. Januar 1919 und dem 19. März 1920 Parlamentarischer Staatssekretär im Ministerium für Nahrungsmittelkontrolle (Parliamentary Secretary to the Ministry of Food). Er wurde im Anschluss am 19. März 1920 als Nachfolger von George Henry Roberts Minister für Nahrungsmittelkontrolle (Ministers of Food Control) und bekleidete dieses Amt bis zu dessen Abschaffung am 31. März 1921. Am 26. April 1920 wurde er in dieser Funktion zum Mitglied des Geheimen Kronrates (Privy Council) ernannt. Daraufhin übernahm er am 1. April 1921 den Posten als Parlamentarischer Sekretär des Schatzamtes (Parliamentary Secretary of Treasury) und hatte diesen bis zum 19. Oktober 1922 inne. Er war zugleich zwischen April 1921 und Oktober 1922 Gemeinsamer Parlamentarischer Geschäftsführer (Joint Chief Whip) der Regierungsfraktion im Unterhaus.
Nach seinem Ausscheiden aus Regierung und Unterhaus übernahm Charles McCurdy verschiedene Funktionen in der Wirtschaft und war unter anderem Vorsitzender des Trust von Insurance Shares sowie Bedford General Insurance. Darüber hinaus fungierte er als Direktor von London Express Newspapers Ltd. sowie zwischen 1925 und 1927 als Vorstandsvorsitzender des 1918 von David Lloyd George gegründeten Zeitungsunternehmens United Newspapers. Er war seit 1893 mit Louise Ellen Parker verheiratet. Seine Nichte war die Politikerin Margaret Wingfield (1912–2002), die unter anderem zwischen 1975 und 1976 Präsidentin der Liberal Party sowie von 1980 bis 1984 Vorsitzende des Nationalen Frauenrates (National Council of Women of Great Britain) war.

## Veröffentlichungen
- To restore the ten commandments, London 1917
- A clean peace, New York, George H. Doran Company, 1918
- Guilty! Prince Lichnowskys disclosures, London, National War Aims Committee, 1918
- The terms of the coming peace, London, The Saint Catherine Press, 1918
- The truth about the „secret treaties“, London, W. H. Smith & Son, 1918
- The way to victory with a scheme for an immediate „League of nations“, Mitautor Oscar Frederick Maclagan, 1918
- Two addresses delivered in the Central hall, Westminster, May and June, 1918, London, W. H. Smith & Son, 1918
- The League of nations. The work of lawyers, London 1919
- Empire free trade. A study of the effects of free trade on British industry and of the opportunities for trade expansion within the empire, London, Hutchinson & Co., 1930

in niederländischer Sprache
- Schuldig! Prins Lichnowsky’s Onthullingen